# Ceppo Morelli
Ceppo Morelli – miejscowość i gmina we Włoszech, w regionie Piemont, w prowincji Cusio Ossola, w dolinie Valle Anzasca w Alpach Pennińskich.
Według danych na rok 2004 gminę zamieszkiwało 396 osób, 9,9 os./km².